# Zaręby (gmina)
Zaręby – dawna gmina wiejska istniejąca do 1954 roku oraz w latach 1973–1976 w woj. warszawskim, a następnie w woj. ostrołęckim (dzisiejsze woj. mazowieckie). Siedzibą gminy były Zaręby.
W okresie międzywojennym gmina Zaręby należała do powiatu przasnyskiego w woj. warszawskim. Gmina Zaręby była jednostką położoną w ekstremalnym północno-wschodnim rogu woj. warszawskiego, przy granicy z Prusami Wschodnimi.
Po wojnie gmina zachowała przynależność administracyjną. Według stanu z 1 lipca 1952 roku gmina składała się z 13 gromad: Binduga, Brodowe Łąki, Budki, Krukowo, Kwiatkowo, Łaz, Nowa Wieś, Poścień, Pruskołęka, Rachujka, Rzodkiewnica, Wierzchowizna i Zaręby. Gminę zniesiono 29 września 1954 roku wraz z reformą wprowadzającą gromady w miejsce gmin. 
Gminę Zaręby reaktywowano 1 stycznia 1973 roku w tymże powiecie i województwie 1 czerwca 1975 gmina weszła w skład nowo utworzonego woj. ostrołęckiego. 2 lipca 1976 roku gmina została zniesiona przez połączenie z dotychczasową gminą Chorzele w nową gminę Chorzele (obecnie jedynie Brodowe Łąki znajdują się w obrębie gminy Baranowo).